# Osty
Osty – przepływowe jezioro rynnowe w mezoregionie Bory Tucholskie (powiat kościerski, województwo pomorskie). Powierzchnia całkowita jeziora wynosi 10,94 ha. Połączone z akwenem jezior Wyrówno i Bielawy na północnym skraju Wdzydzkiego Parku Krajobrazowego.